# Jan Chełmiński
Jan Władysław Chełmiński lub Jan V. Chelminsky (ur. 27 stycznia 1851 w Brzustowie, zm. w 1925 w Nowym Jorku) – polski malarz.

## Rodzina
Jego rodzicami byli Maksymilian Chełmiński herbu Nałęcz (1821–1878), nadleśniczy Lasów Rządowych Radzice i Kazimiera Glinka-Janczewska herbu Trzaska (1821–?), córka Kazimierza Glinka-Janczewskiego (1799–1880) i Felicji Ewy Budkiewicz (1807–1844). Urodził się 27 stycznia 1851 w Brzustowie (gmina Inowłódz) a ochrzczony został 19 października 1851 w kościele św. Marcina w Białobrzegach.

## Życiorys

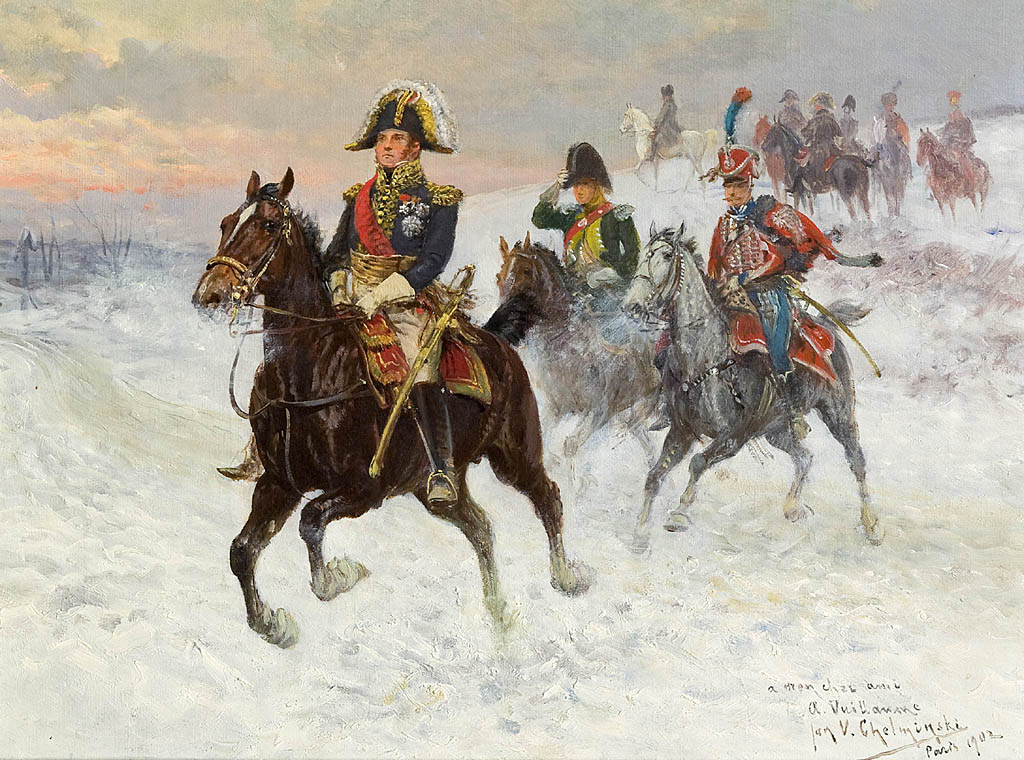
Jan Chełmiński, Marszałek Ney i Napoleon z wojskami podczas kampanii rosyjskiej

Naukę rysunku rozpoczął u Juliusza Kossaka w Warszawie, jesienią roku 1873 wyjechał do Monachium (na początku października 1873 zgłosił się do Akademii Sztuk Pięknych – Antikenklasse), gdzie od 14 kwietnia 1875 na tamtejszej Akademii studiował w pracowniach Alexandra Strähubera i Alexandra von Wagnera (Technische Malklasse). Uczęszczał również na prywatne lekcje do Józefa Brandta i batalisty Franza Adama. W 1882 ukończył studia i pozostał w Monachium, skąd w 1888 wyjechał do Londynu. W 1893 otrzymał obywatelstwo brytyjskie i zaczął używać angielskiej pisowni swojego nazwiska Jan V. Chelminsky. Przez jedenaście lat przebywał w Wielkiej Brytanii zamieszkując w różnych miastach. W 1897 podczas pobytu w Paryżu założył Towarzystwo Opieki nad Sztuką Polską; ponownie pojawił się tam na krótko w 1899 udając się do Petersburga, gdzie mieszkał szesnaście lat. W 1915 emigrował do Nowego Jorku, gdzie spędził resztę życia.
Jego obrazy przedstawiają głównie sceny wojskowe i batalistyczne, w większości z czasów wojen napoleońskich i Księstwa Warszawskiego (między innymi cykl Wojsko Księstwa Warszawskiego). Pozostałe prace to głównie obrazy rodzajowe, polowania, a także ilustracje książkowe.

## Literatura dodatkowa
- Feliks Kopera: Chełmiński Jan. W: Polski Słownik Biograficzny. T. 3: Brożek Jan – Chwalczewski Franciszek. Kraków: Polska Akademia Umiejętności – Skład Główny w Księgarniach Gebethnera i Wolffa, 1937, s. 279. Reprint: Zakład Narodowy im. Ossolińskich, Kraków 1989, ISBN 83-04-03291-0